# Cyanocorax cayanus
La ghiandaia della Caienna (Cyanocorax cayanus (Linnaeus, 1766)) è un uccello passeriforme della famiglia dei corvidi.

## Etimologia
Il nome scientifico della specie, cayanus, deriva dal latino e significa "della Caienna", in riferimento all'areale occupato da questi uccelli: il loro nome comune altro non è che la traduzione di quello scientifico.

## Descrizione

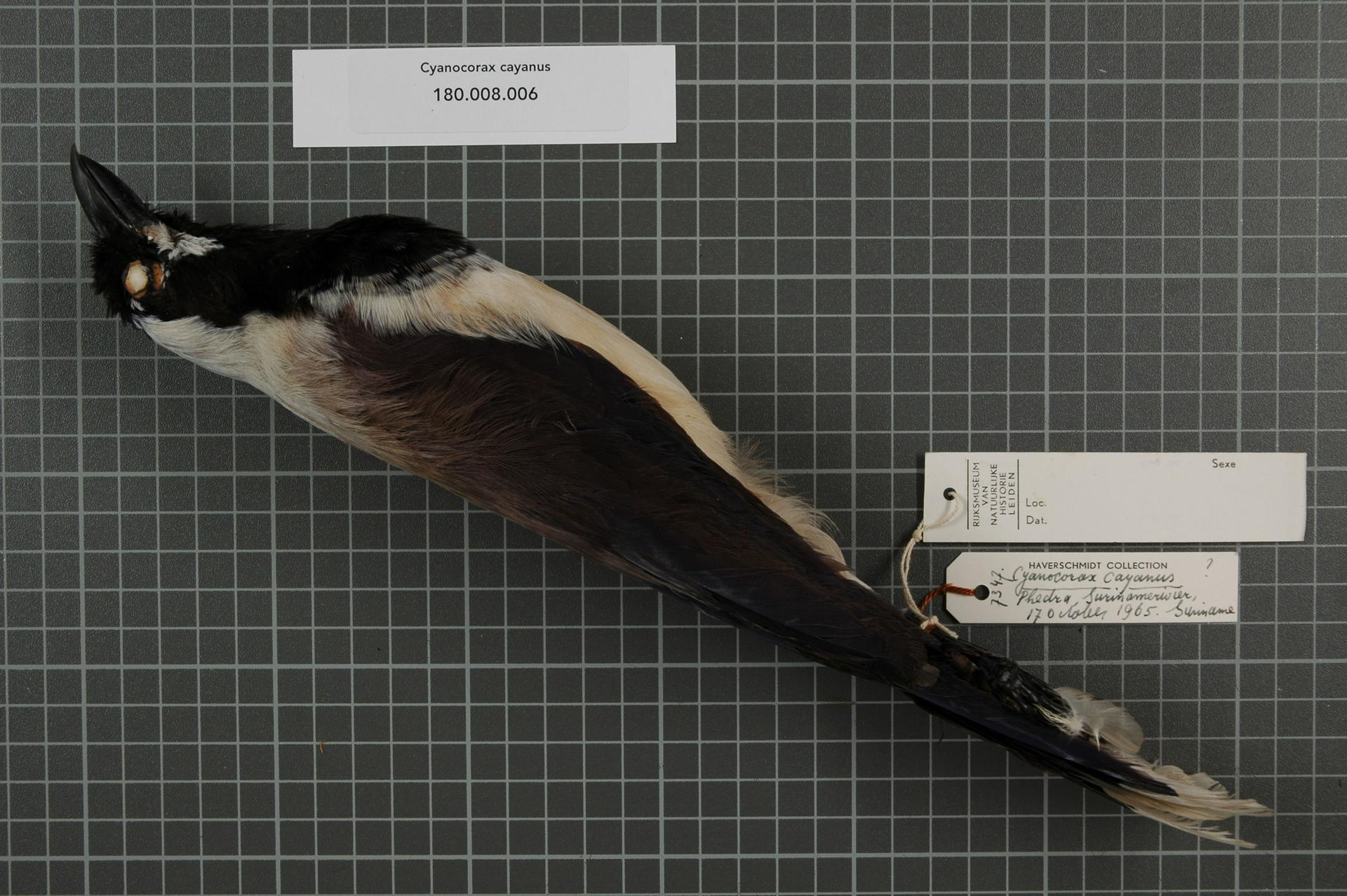
Veduta laterale di esemplare impagliato.

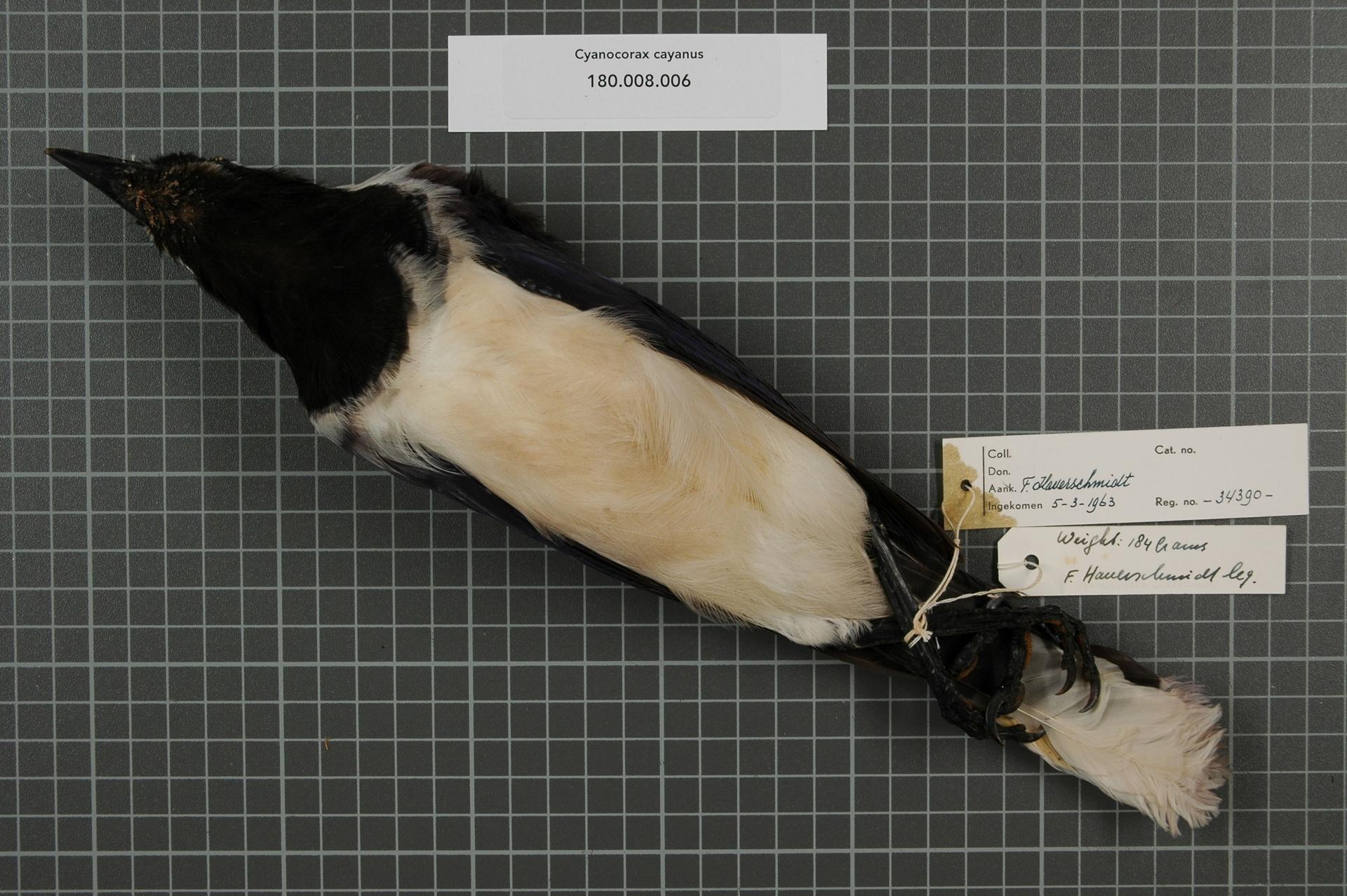
Veduta ventrale di esemplare impagliato.

### Dimensioni
Misura 33 cm di lunghezza, per 147-230 g di peso.

### Aspetto
Si tratta di uccelli dall'aspetto tozzo e robusto, con grossa testa ovale e allungata con cresta frontale di piume erettili molto corta, becco forte e conico non molto lungo (impressione accentuata dalla presenza di penne attorno alle narici) dall'estremità lievemente adunca, grandi occhi, lunghe ali digitate, coda piuttosto allungata e forti zampe artigliate. Nel complesso, l'aspetto di questi uccelli ricorda molto quello delle ghiandaie eurasiatiche.
Il piumaggio è nero su testa, gola e parte superiore del petto: ai lati del becco è presente un evidente mustacchio di colore bianco. Bianchi sono anche la nuca, le spalle, il petto, i fianchi, il ventre e il sottocoda, mentre dorso, ali e penne centrali della coda sono di colore blu scuro: quest'ultima presenta punta e penne laterali di colore bianco, mentre la sua superficie inferiore è di colore nero.
Il becco e le zampe sono di colore nero: gli occhi sono invece di colore azzurro chiaro.

## Biologia
Si tratta di uccelli dai costumi di vita diurni, che vivono in piccoli gruppi familiari, formati generalmente da una coppia riproduttrice e dai giovani di una o più covate precedenti: essi passano la maggior parte della giornata nella canopia o fra i rami di alberi e cespugli, dedicandosi in massima parte alla ricerca del cibo ed involandosi raramente.
COme molti corvidi, anche la ghiandaia della Caienna è un uccello molto vocale: questi uccelli si tengono in contatto fra loro mediante una varietà di richiami, fra cui il più comune è un gracchio nasale discendente di varia intensità a seconda della situazione.

### Alimentazione
La ghiandaia della Caienna è un uccello onnivoro, la cui dieta è costituita in parti grossomodo uguali di insetti, invertebrati e larve, nonché da bacche, frutta e semi, e solo marginalmente da piccoli vertebrati.

### Riproduzione
La stagione riproduttiva va da dicembre a marzo: si tratta di uccelli monogami, nei quali le coppie collaborano nella costruzione del nido (a coppa, costruito fra gli alberi intrecciando rametti e foderando l'interno con fibre vegetali) e nell'allevamento della prole, attività questa alla quale collaborano anche gli altri membri del gruppo familiare, mentre la cova delle uova è un'attività portata avanti dalla sola femmina, col maschio che si occupa di reperire il cibo per la compagna intenta nell'incubazione e (sempre coadiuvato dagli altri membri dello stormo) tiene a bada i dintorni del nido.

## Distribuzione e habitat

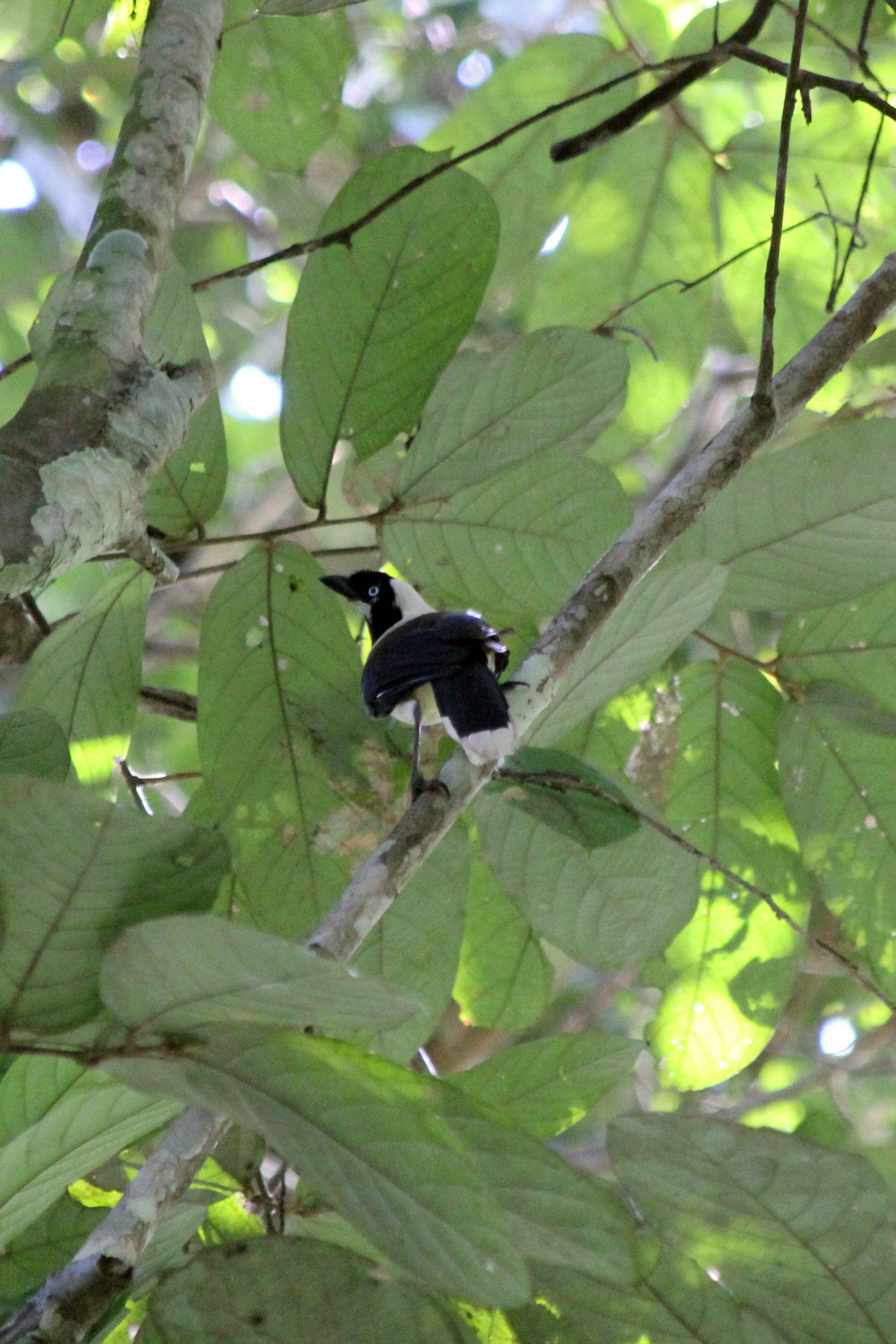
Esemplare in natura.

A dispetto del nome, la ghiandaia della Caienna non è endemica della Cayenna, ma oltre che in Guyana francese è diffusa un po' in tutta la Guiana, dal Venezuela sud-orientale (Bolívar settentrionale e centro-orientale, Delta Amacuro meridionale) all'Amapá settentrionale, attraverso Guyana, Suriname e nord del Brasile (Roraima, a sud fino all'area di Manaus).
Questi animali popolano una certa varietà di ambienti alberati, dalla foresta pluviale secondaria alla savana alberata, alle aree sabbiose a copertura sabbiosa.